# Мояд
Мояд (рум. Moiad) — село у повіті Селаж в Румунії. Входить до складу комуни Сермешаг.
Село розташоване на відстані 411 км на північний захід від Бухареста, 25 км на північний захід від Залеу, 87 км на північний захід від Клуж-Напоки.

## Населення
За даними перепису населення 2002 року у селі проживали 223 особи.
Національний склад населення села:
| Національність | Кількість осіб | Відсоток |
| -------------- | -------------- | -------- |
| румуни         | 217            | 97,3%    |
| угорці         | 6              | 2,7%     |

Рідною мовою назвали:
| Мова      | Кількість осіб | Відсоток |
| --------- | -------------- | -------- |
| румунська | 217            | 97,3%    |
| угорська  | 6              | 2,7%     |